# LEGO Ninjago - Il film: Videogame
LEGO Ninjago - Il film: Videogame è un videogioco LEGO a tema azione-avventura sviluppato da TT Fusion e pubblicato da Warner Bros. Interactive Entertainment. Basato su LEGO Ninjago - Il film, è stato rilasciato per Microsoft Windows, Nintendo Switch, PlayStation 4 e Xbox One, insieme al film, in Nord America il 22 settembre 2017 e in tutto il mondo il 20 ottobre 2017. È il secondo videogioco spin-off e il terzo gioco del franchise di The LEGO Movie.

## Modalità di gioco
Il gameplay di LEGO Ninjago - Il film: Videogame è molto simile a quello di altri giochi Lego sviluppati da TT Games, così come i suoi due predecessori: Nindroids e Shadow of Ronin. Come per The LEGO Movie Videogame, le ambientazioni sono fatte di mattoncini Lego. Il giocatore controlla uno dei personaggi principali da una prospettiva in terza persona, principalmente combattendo i nemici, risolvendo enigmi e raccogliendo "gettoni" Lego, la forma di valuta del gioco. L'uso di combinazioni di attacchi in combattimento moltiplicherà il numero di gettoni guadagnati. A differenza di altri videogiochi Lego, che hanno modalità cooperative per due giocatori, questo gioco consente a quattro giocatori di giocare in modalità "Battle Maps". Sono presenti un totale di 102 personaggi giocabili.
Il gioco presenta otto ambientazioni da LEGO Ninjago - Il film. Ogni posizione possiede un'unica sfida Dojo in cui i giocatori possono testare le abilità di combattimento mentre combattono nemici sempre più duri.

## Sviluppo
Durante la pandemia COVID-19, TT Games ha annunciato che il gioco sarebbe stato riscattato gratuitamente dal 15 al 21 maggio 2020 su PlayStation 4, Xbox One e PC.

## Accoglienza
Il gioco ha ricevuto recensioni generalmente contrastanti al momento del rilascio secondo l'aggregatore Metacritic, con solo la versione Xbox One che ha ricevuto recensioni "generalmente positive".
La rivista tedesca di videogiochi online "PS4 Source" ha assegnato al gioco 7,4 punti su 10, elogiando la sua modalità multiplayer e il suo suono, mentre criticava il notevole screen tearing e i bassi miglioramenti grafici della versione PlayStation 4 Pro.